# Platylabus alboannulatus
Platylabus alboannulatus là một loài tò vò trong họ Ichneumonidae.